# Litsea tibetana
Litsea tibetana är en lagerväxtart som beskrevs av Yen C. Yang & P.H. Huang. Litsea tibetana ingår i släktet Litsea och familjen lagerväxter. Inga underarter finns listade i Catalogue of Life.